# John K. Walton
El Dr. John Kimmons Walton es profesor en la Universidad del País Vasco, Leioa, España. Walton es un experto en la historia del desarrollo del turismo, y en particular de la costa inglesa.
Walton fue anteriormente profesor de historia social moderna en la Universidad de Lancaster, profesor de historia social en la Universidad Central Lancashire y profesor de historia social en el Instituto de Estudios del Norte de la Universidad Metropolitana de Leeds. Fue miembro de la Chetham Society, donde sirvió como miembro del Consejo desde 1989 y como editor general de 1991 a 2004.

## Publicaciones relacionadas
- The British seaside: Holidays and resorts in the twentieth century. Manchester: Manchester University Press, 2000.
- The playful crowd: pleasure places in the twentieth century. New York: Columbia University Press, 2005. (with Gary Cross)
- Riding on rainbows: Blackpool Pleasure Beach and its place in British popular culture. St Albans: Skelter Publishing, 2007.
- Constructing cultural tourism: John Ruskin and the tourist gaze. Bristol: Channel View, 2010. (with Keith Hanley)